# Назаров, Худойкул
Худойкул Назаров (1926 год, кишлак Ашт, Ходжентский округ, Узбекская ССР — 11 апреля 1987 года, Таджикская ССР) — бригадир комплексной механизированной бригады колхоза «Правда» Аштского района Таджикской ССР. Герой Социалистического Труда (1965). Депутат Верховного Совета Таджикской ССР.

## Биография
Родился в 1926 году в крестьянской семье в кишлаке Ашт (сегодня — Шайдон) Ходжентского округа. Окончил курсы механизаторов. С 1941 года — тракторист, с 1950 года — бригадир тракторной бригады на местной МТС, с 1958 года — бригадир трактористов колхоза «Правда» Аштского района.
В 1962 году возглавил отстающую тракторную бригаду. Преобразовал бригаду в первую в Таджикской ССР комплексную бригаду по возделыванию хлопка, в результате чего за короткое время вывел её в число передовых трудовых коллективов. В первом же году деятельности бригада собрала в среднем с каждого гектара по 44 центнера хлопка.
В 1964 году бригада под его руководством собрала в среднем с каждого гектара по 41,5 центнеров хлопка-сырца себестоимостью по 12,60 рублей за центнер и в 1965 году — в среднем по 42,8 центнеров с каждого гектара себестоимостью по 9,20 рублей за центнер. Указом Президиума Верховного Совета СССР от 3 апреля 1965 года удостоен звания Героя Социалистического Труда за «выдающиеся заслуги в развитии сельского хозяйства и промышленности Таджикской ССР» с вручением ордена Ленина и золотой медали «Серп и Молот».
В последующие годы бригада занимала передовые позиции в социалистическом соревновании в хлопководстве. По итогам работы за 1977 год был награждён орденом Октябрьской Революции.
Избирался депутатом Верховного Совета Таджикской ССР, в 1969 году — делегатом 3-го Всесоюзного съезда колхозников СССР.
Проработал в колхозе «Правда» более тридцати лет. Умер в апреле 1987 года.
Память
Его именем был назван колхоз «Правда» Аштского района.
Награды
- Герой Социалистического Труда
- Орден Ленина
- Орден Октябрьской Революции (20.02.1978)
- Заслуженный механизатор Таджикской ССР (1957)
- Почётная Грамота Президиума Верховного Совета Таджикской ССР